# 昆斯博羅橋
昆斯博羅橋（英語：Queensboro Bridge）又稱59號街橋，是位於美国纽约東河上的一座橋樑，竣工於1909年。該橋連接了皇后區和曼哈頓兩地。2010年，為紀念前紐約市長郭德華，該橋的正式名稱改為“郭德華-昆斯博羅橋”，但民眾仍然習慣使用舊稱。該橋也是許多電影的拍攝地點。

## 外部連結
- NYC.gov （页面存档备份，存于）
- NYCroads.com （页面存档备份，存于）
- "Queensboro Bridge" on Transportation Alternatives
- Dave's Electric Railroads （页面存档备份，存于） Thirty-three historic photographs of the Queensborough Bridge Railway trolley cars
- Historic American Engineering Record (HAER) No. NY-19, "Queensboro Bridge"
- Structurae数据库中Queensboro Bridge的数据